# Folklorefest Krefeld

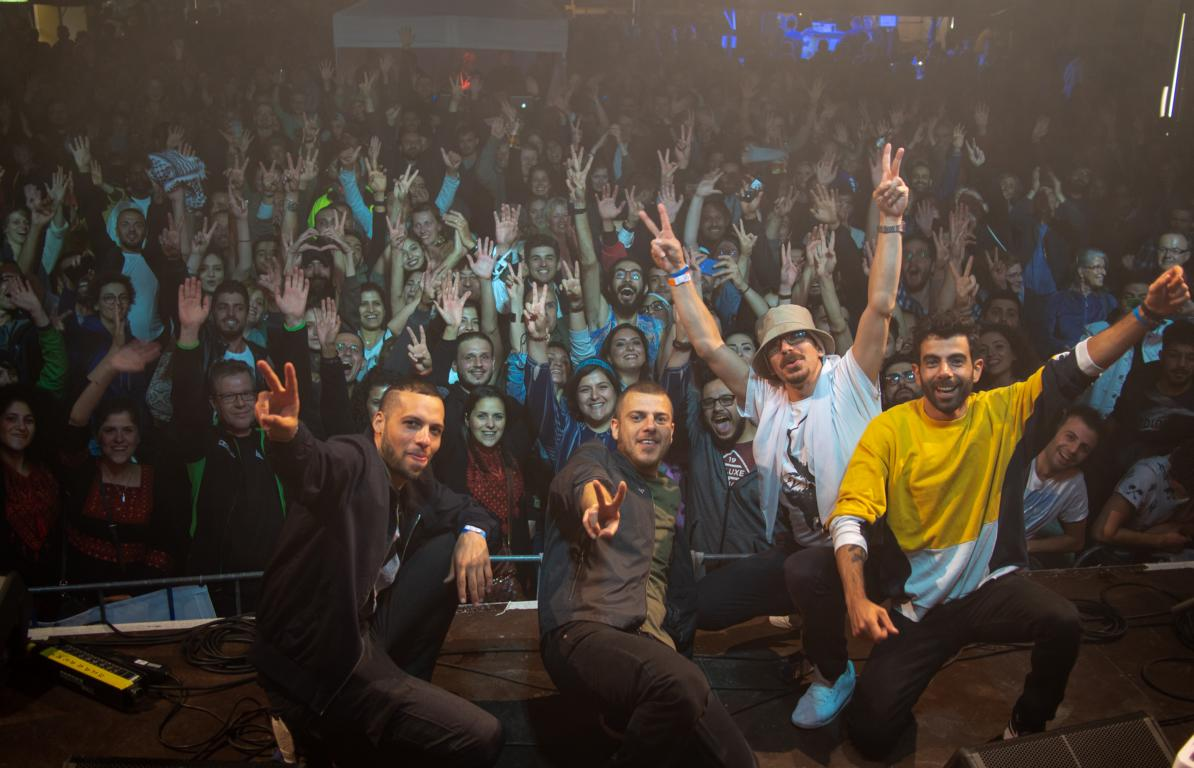
47Soul, 2018

Das Folklorefest Krefeld ist ein seit 1978 jährlich stattfindendes, unkommerzielles, zweitägiges Folk- und Weltmusikfestival in Krefeld, mit Tanz und internationaler Kultur. 

## Geschichte

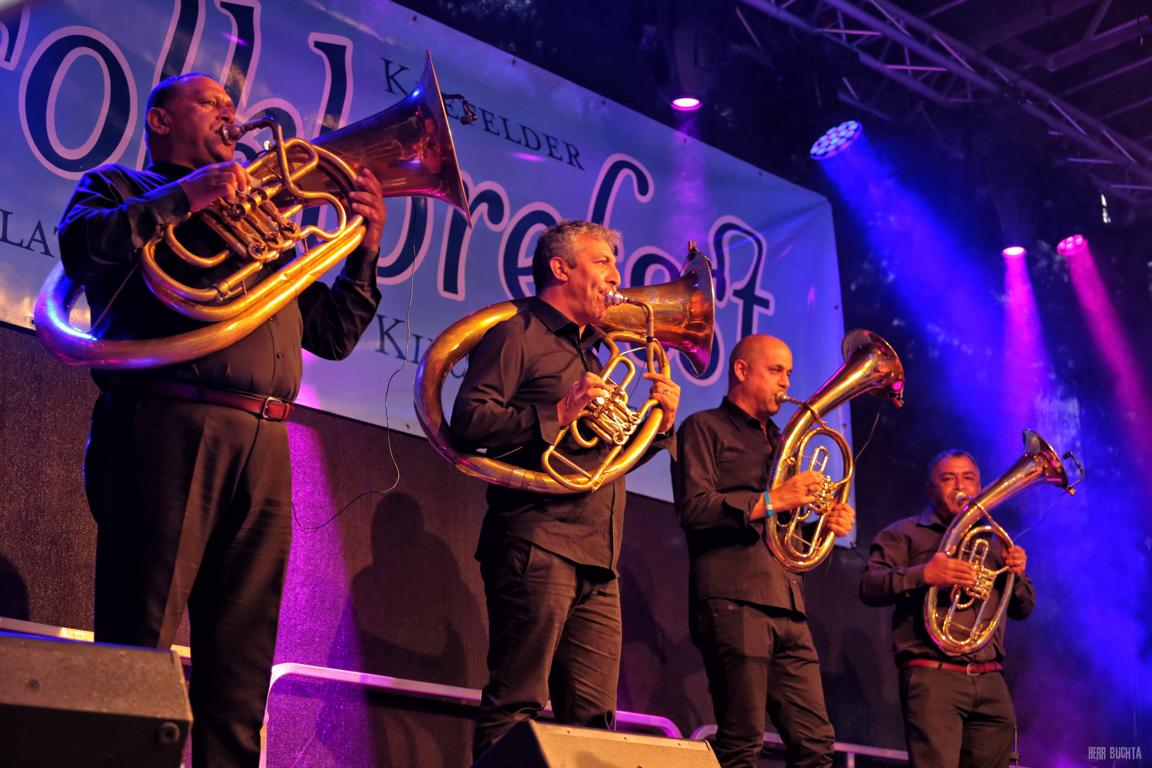
Fanfare Ciocarlia, 2018

Das am 19. August 1978 erstmals ausgerichtete Folklorefest bietet ein internationales Musik- und Tanzprogramm mit Künstlern aus aller Welt an. Es ist Deutschlands ältestes und größtes Umsonst-und-draußen-Festival für Folk- und Weltmusik. Jährlich besuchen rund 10–12.000 Menschen das Festival am Platz an der Alten Kirche. Neben der Hauptbühne gibt es noch die Marktbühne für kleinere Acts. Ein Kinderprogramm wird ebenfalls angeboten, das auch mit Basteln des jeweiligen Mottotiers abgerundet wird. Das Festival findet üblicherweise immer am letzten NRW-Sommerferienwochenende statt. Veranstalter des Folklorefestes ist seit 2002 die Initiative Folklorefest Krefeld e. V.
Es gibt jedes Jahr ein anderes Mottotier des Folklorefestes, welches die Plakate sowie das Merchandise des Festivals ziert. Zuletzt wurden die Krähe (2014), der Pinguin (2015), der Waschbär (2016), das Erdmännchen (2017), der Wolf (2018), der Pelikan (2019), der Igel (2022), der Wal (2023) und das Seepferdchen (2024) ausgewählt. Von 2002 bis 2019 gab es eine Kooperation mit dem Krefelder Zoo, wobei im unregelmäßigen Wechsel ein Zootier oder ein Tier vom Niederrhein als Mottotier für das Festival ausgesucht wurde. Nach dem Brand des Affenhauses in der Neujahrsnacht 2020, bei dem über 50 Tiere starben, beschloss der Folklorefest-Verein, sich auf Mottotiere zu konzentrieren, die nicht in Gefangenschaft leben oder als Nutztier gehalten werden.

## Bands (Auswahl)
Amsterdam Klezmer Band, Apparatschik, Chumbawamba, Coco Mbassi, Colalaila, Dazkarieh, Di Grine Kuzine, Die Grenzgänger, Doctor Krápula, Etta Scollo, Euzen, Evzone, Fanfare Ciocărlia, Fink, Gjallarhorn, Guðrið Hansdóttir, Horst Hansen Trio, Kapelle Petra, Karamelo Santo, Kellerkommando, Klaus der Geiger, Kleingeldprinzessin, Le Clou, Lecker Sachen, M. Walking on the Water, Red Cardell, Riserva Moac, The Fog Joggers, The Great Bertholinis, Titi-Winterstein, Transsylvanians, Valravn, Warsaw Village Band, Hans-Eckardt Wenzel, Zdob și Zdub

## Moderation

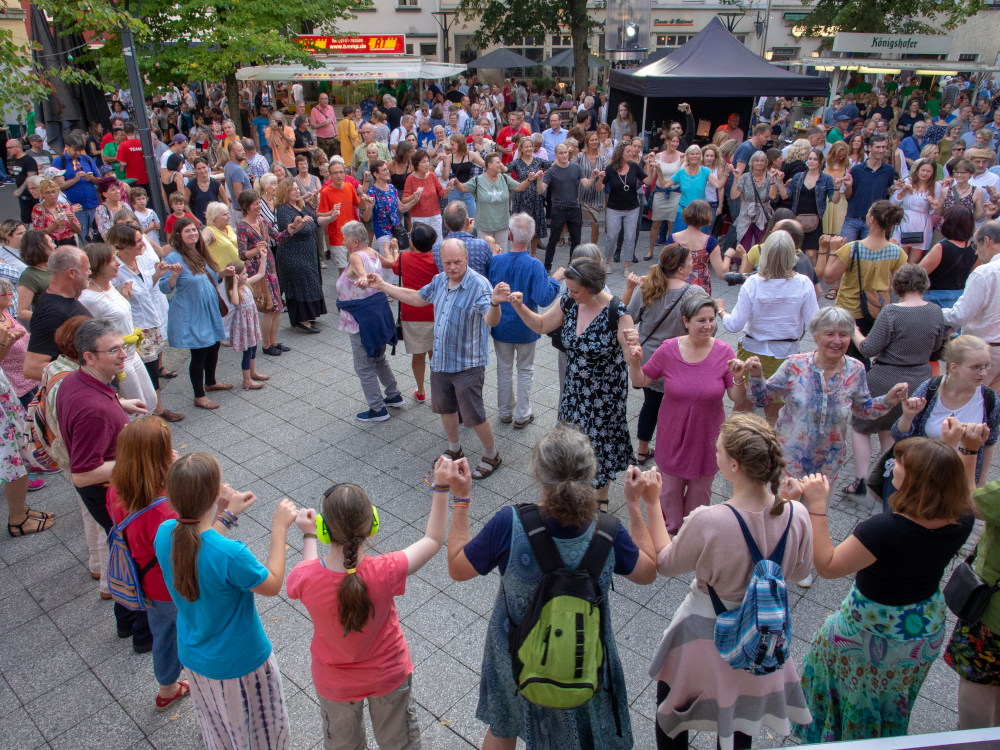
Tanzworkshop, 2019

- 2002–2003: Jörg Meuther
- 2004–2006: Helmut Wenderoth
- 2007: Volker Diefes
- 2008–2016: Helmut Wenderoth
- 2017: Helmut Wenderoth & Johannes Floehr
- 2018: Johannes Floehr
- 2019: Britta Weyers
- 2020: Absage wegen COVID-19
- 2021: Absage wegen COVID-19
- 2022: Britta Weyers
- 2023: Britta Weyers
- 2024: Britta Weyers